# 1,1,1-Trikloretan
1,1,1-Trikloretan eller metylkloroform är en halogenalkan med formeln C2H3Cl3.

## Historia
Ämnet framställdes första gången 1840 av den franske fysikern Henri Victor Regnault.

## Egenskaper
1,1,1-Trikloretan är ett utmärkt lösningsmedel för många organiska ämnen och är det minst giftiga av de klorerade kolvätena. Det anses oftast vara ett opolärt lösningsmedel, men eftersom alla elektronegativa kloratomer ligger på samma sida av molekylen så har den ett visst dipolmoment som gör att det kan lösa ämnen som normalt inte löser sig i opolära lösningsmedel, till exempel hexan.
Ångorna verkar bedövande och retande på ögon och näsa. I högre doser orsakar det huvudvärk, yrsel och illamående. Akuta förgiftningar kan leda till hjärtarytmi och andningsförlamning. Det hygieniska gränsvärdet är satt till 30 ppm.
Det är en kraftig växthusgas (GWP 144) och har även negativ inverkan på ozonlagret (ODP 0,1). Användning och produktion regleras av Montrealprotokollet och det kommer att fasas ut.

## Framställning
1,1,1-Trikloretan framställs genom klorering i två steg av vinylklorid.
I det första steget får vinylklorid (C2H3Cl) reagera med saltsyra med en metallklorid som katalysator vilket ger 1,1-dikloretan (C2H4Cl2).
{\displaystyle {\rm {C_{2}H_{3}Cl+HCl\rightarrow C_{2}H_{4}Cl_{2}}}}
I det andra steget får 1,1-dikloretan reagera med klorgas under inverkan av UV-ljus.
{\displaystyle {\rm {C_{2}H_{4}Cl_{2}+Cl_{2}\ {\xrightarrow {UV-ljus}}\ C_{2}H_{3}Cl_{3}+HCl}}}
Den 1,1,2-trikloretan som också bildas kan tack vare sin högre kokpunkt separeras bort genom destillation.

## Användning
Det användes tidigare i stor utsträckning i industrin som lösningsmedel för rengöring av mönsterkort och fotografisk film, för kemtvätt, som drivgas i sprayburkar och som lösningsmedel i bläck, målarfärg och lim.
Den ersatte koltetraklorid i många applikationer när det ämnet förbjöds på grund av sin giftighet.